# María Anunciada de Austria
María Anunciada de Austria (en alemán, Maria Annunciata von Österreich; Reichenau, 31 de julio de 1876-Vaduz, 8 de abril de 1961) fue una archiduquesa austríaca.

## Familia
Nacida en Reichenau, era hija del archiduque Carlos Luis de Austria y de su tercera esposa, la infanta portuguesa María Teresa de Braganza. Carlos Luis era hermano del emperador Francisco José I de Austria, por lo que era sobrina carnal de este. Así mismo, a través de su madre era nieta del rey Miguel I de Portugal.

## Biografía
Fue bautizada el 3 de agosto de 1876 por el príncipe-arzobispo de Viena, siendo amadrinada por su abuela materna, Adelaida de Löwenstein-Wertheim-Rosenberg. 
En 1894, fue nombrada por Francisco José I como abadesa de la Institución de Damas Nobles del Castillo de Praga, una institución de alto prestigio destinada a damas nobles. Este cargo debía ser abandonado al contraer matrimonio.
En 1902, se comprometió con el duque Sigfrido en Baviera, hijo del duque Maximiliano Manuel en Baviera. Este príncipe era uno de los amigos cercanos de su hermanastro, el archiduque Francisco Fernando, en aquellos momentos heredero del Imperio austrohúngaro. Tanto María Anunciada como Sigfrido decidieron romper el compromiso. El motivo de la ruptura del mismo es algo controvertido, apuntándose en unos casos al descubrimiento por la archiduquesa del pasado de su futuro marido, y en otros al estado mental de Sigfrido tras un accidente hípico.
Tras esta ruptura, María Anunciada solicitó el permiso de su tío, el emperador, para ingresar en la orden benedictina, cosa que este le negó.
Desde 1903 contó con casa propia. En 1918, esta se encontraba formada por un gran mayordomo, una gran mayordoma y una dama de corte. Antes había compartido casa con su hermana, la archiduquesa Isabel Amalia.
Posteriormente a la caída del Imperio austrohúngaro y la abdicación de su sobrino, el emperador Carlos I, pasó a vivir a Liechtenstein, donde vivía su hermana, Isabel Amalia (casada con el príncipe Luis de Liechtenstein). Acudía con regularidad a las reuniones familiares que eran celebradas por la Casa de Habsburgo.
Falleció un año después que su hermana, y se encuentra enterrada junto a esta y su cuñado en la Cripta de la Catedral de San Florián, en Vaduz, lugar de entierro de la familia principesca de Liechtenstein.

## Títulos, órdenes y cargos

### Títulos
- 13 de julio de 1876-8 de abril de 1961: Su Alteza Imperial y Real la archiduquesa María Anunciada de Austria.[1][6]

### Órdenes

#### Imperio austrohúngaro
- 1894: Dama de primera clase de la Orden de la Cruz Estrellada.[7][8][1][6]
- Dama gran cruz de la Orden de Isabel.[6]

#### Extranjeras
- Dama gran cruz de la Orden de San Juan de Jerusalén vulgo de Malta.[1]
- Dama de la Orden de las Damas Nobles de la Reina María Luisa.[1] (Reino de España)
- Dama de la Orden de Santa Isabel.[1] ( Reino de Baviera)

### Cargos
- Junio de 1894-1 de mayo de 1919: Abadesa de la Institución de Damas Nobles del Castillo de Praga.[1][9]